# Jerry Kupfer
Jerry Kupfer é um produtor de televisão americano que já trabalhou em shows como 30 Rock e Strangers with Candy.

## Carreira
Ele começou sua carreira como produtor de música ao vivo e stand-up comedy no Apollo Theatre e na BET. Em 1994, tornou-se produtor supervisor da série documental TV Nation, de Michael Moore. No Oscar de 1999, foi indicado ao Oscar de Melhor Documentário por Dancemaker, do diretor Matthew Diamond.
Posteriormente, ele fez seu nome por meio de produções para programas como 30 Rock e Strangers with Candy. Ele ganhou um total de quatro prêmios Emmy, o primeiro por TV Nation e os outros três por 30 Rock, sendo indicado 14 vezes. Ele também ganhou três prêmios Producers Guild of America.